# Sent Pèire lo Vièlh
Sent Pèire lo Vièlh (en francès Saint-Pierre-le-Vieux) és un municipi del departament francès del Losera a la regió d'Occitània.